# Bruno Berner
Bruno Berner (Zürich, 21 november 1977) is een voormalig Zwitsers voetballer (verdediger) die zijn carrière beëindigde in 2012 bij Leicester City. Voordien speelde hij onder andere voor Grasshopper Club Zürich, SC Freiburg en FC Basel. Met Basel won hij de Zwitserse beker (2007), met Grasshoppers werd hij tweemaal landskampioen van Zwitserland (1998 en 2001).

## Interlandcarrière
Berner speelde in totaal zestien officiële wedstrijden voor de Zwitsers nationale ploeg. Op 15 augustus 2001 maakte hij zijn debuut in de vriendschappelijke wedstrijd tegen buurland Oostenrijk (1-2). Hij begon in de basisopstelling en moest in die wedstrijd na 75 minuten plaatsmaken voor Yvan Quentin. Het duel was tevens het eerste onder leiding van de Zwitserse bondscoach Jakob Kuhn.

## Erelijst
Grasshoppers
- Nationalliga A

1998, 2001
 FC Basel
- Zwitserse beker

2007